# 梅氏侏鰩
梅氏侏鰩（學名：Fenestraja maceachrani），為軟骨魚綱鰩目吞鰩科侏鰩屬的一種，分布於西印度洋馬達加斯加外海海域，深度可達605公尺，體長可達41.5公分，棲息在深海海域，為底棲性魚類，獨居性，屬肉食性，卵生，生活習性不明。